# Iathrippa multidens
Iathrippa multidens là một loài chân đều trong họ Janiridae. Loài này được Menzies miêu tả khoa học năm 1962.